# Guarapo

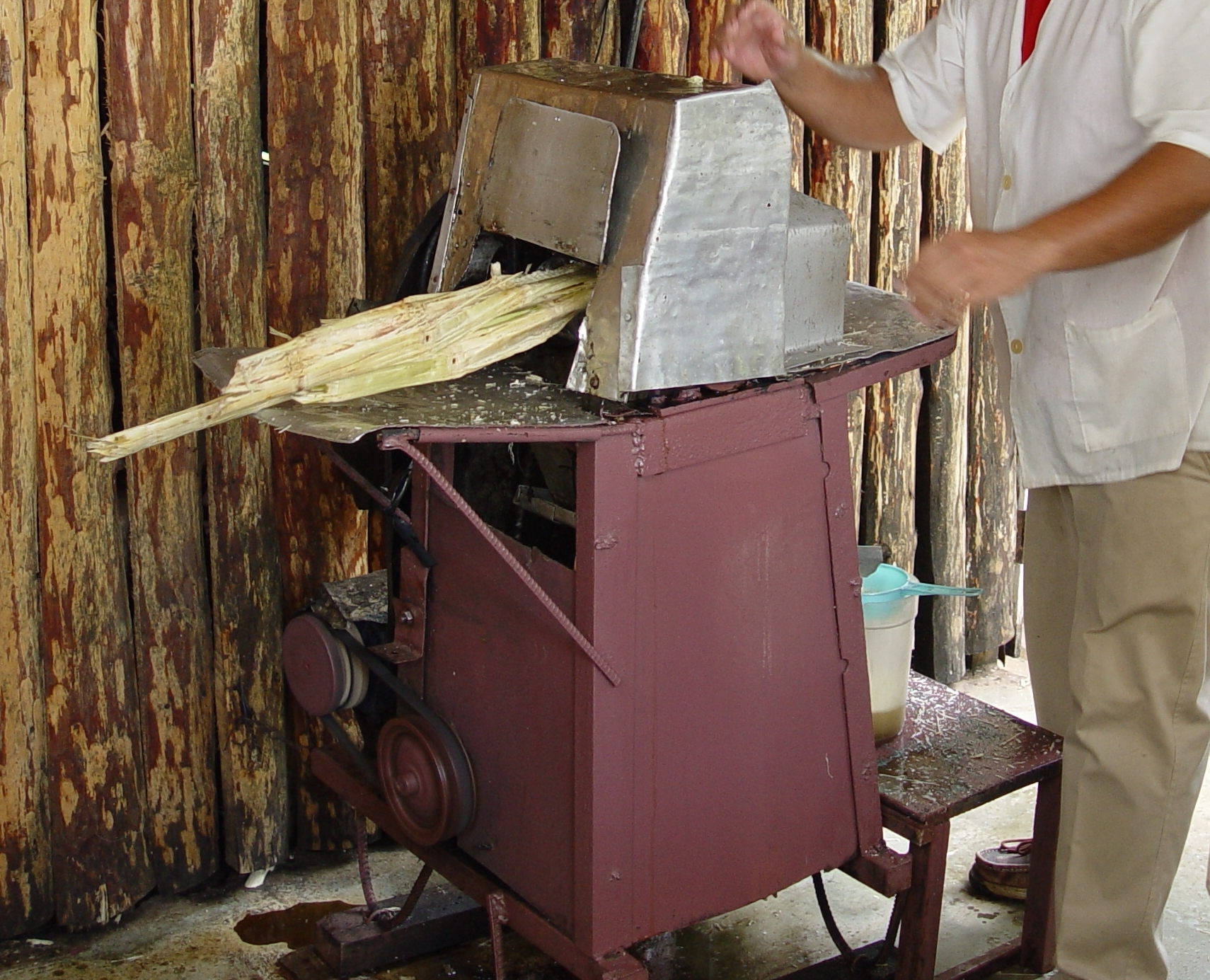
Eine Guarapo-Presse in Viñales auf Kuba

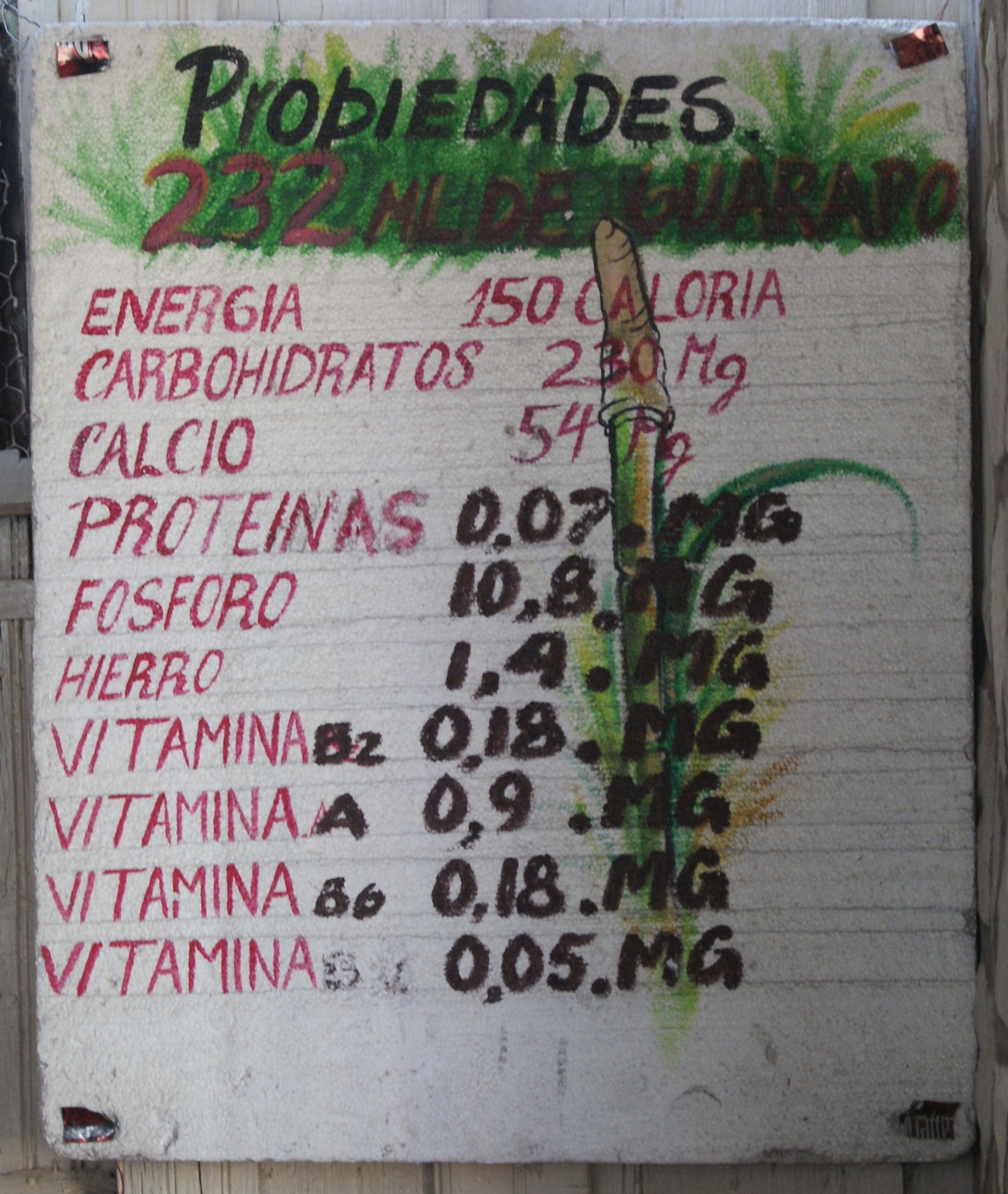
Tafel mit Inhaltsstoffen an einem Guarapo-Stand in Santiago de Cuba

Guarapo ist eine spanische Bezeichnung für den Zuckerrohrsaft. 
Die Herstellung des beliebten, schmackhaften und meist gekühlt getrunkenen Produktes erfolgt durch das Auspressen des Zuckerrohrs zwischen Walzrädern und dem anschließenden Einfüllen in einen mit Eissplittern gefüllten Becher. 
Guarapo kommt ursprünglich aus Kolumbien und bezeichnet ein vergorenes Getränk, das entweder aus Zuckerrohrsaft gewonnen wird oder aus der panela, einem typischen Lebensmittel in Südamerika (gehärteter Zuckerrohrsaft), indem die panela in Wasser aufgelöst und somit wieder verflüssigt wird.
Auf der kanarischen Insel La Gomera wird der süße Saft, der aus der kanarischen Palme gewonnen wird, als Guarapo bezeichnet. Durch Eindicken wird daraus sogenannter Palmhonig hergestellt.